# Clara Erskine Clement
Clara Erskine Clement Waters (St. Louis, Misuri, 28 de agosto de 1834 - Brookline, Massachusetts, 29 de febrero de 1916) fue una escritora y viajera estadounidense.

## Biografía
Clara era hija de John y Harriet Bethiah Erskine. Su padre era un hombre de negocios. Estuvo educada en casa por tutores privados. En 1852, contrajo matrimonio con James Hazen Clement, un hombre de negocios como su padre. Se trasladaron a Newton (Massachusetts). Después de la muerte de su primer marido, en 1882, se volvió a casar con Edwin Forbes Waters, escritor y propietario del Boston Daily Advertiser. Residieron en Cambridge (Massachusetts).
Realizó amplias giras por Europa, visitó Palestina y Turquía en 1868 y viajó alrededor del mundo entre 1883 y 1884. Sus viajes continuaron durante toda su vida.

## Trabajos
- Simple Story of the Orient, primer libro, (1869)
- Legendary and Mythological Art (Boston, 1871)
- Painters, Sculptors, Architects, Engravers, and their Works (1874; 9th ed., 1892)
- Artists of the Nineteenth Century and their Works, with Laurence Hutton (1879)
- Eleanor Maitland, novela (1881)
- Life of Charlotte Cushman (1882)
- History of Egypt
- Hand-Books of Painting, Sculpture, and Architecture (3 vols., 1883–86)
- Christian Symbols and Stories of the Saints (1886)
- Stories of Art and Artists (1886)
- Women Artists in Europe and America (1903)
- Women in the fine arts, from the Seventh Century B.C. to the Twentieth Century A.D. (1904)
- Women in the Fine Arts (1906)